# Psychomyia klapaleki
Psychomyia klapaleki är en nattsländeart som beskrevs av Malicky 1995. Psychomyia klapaleki ingår i släktet Psychomyia och familjen tunnelnattsländor. Inga underarter finns listade i Catalogue of Life.